# Chiesa di Santa Cecilia (Acquasparta)
La chiesa di Santa Cecilia  è la parrocchiale di Acquasparta, in provincia di Terni e diocesi di Orvieto-Todi; fa parte dell'unità pastorale San Callisto

## Storia
L'originaria chiesa di Santa Cecilia sorse nell'XI secolo; essa fu poi sostituita duecento anni dopo da un nuovo luogo di culto che nel Trecento ricevette il titolo di Insigne Collegiata.
Nel 1574 iniziarono i lavori di edificazione della torre campanaria, realizzata riutilizzando dei materiali provenienti dalle tre chiesette semidistrutte di Santa Barbara, di San Nicola e di Santa Restituta, che sorgevano presso la Via Flaminia.
La nuova parrocchiale neoclassica venne costruita nel XVIII secolo su disegno dell'architetto Pietro Fontana; il tempio, ultimato nel 1761, fu consacrato il 22 maggio 1763 dal vescovo di Todi Francesco Maria Pasini.
In epoca napoleonica i canonici dovettero andare esuli in Corsica e, dopo l'unità d'Italia, il collegio venne definitivamente soppresso.
Nel 1959 si procedette alla posa del nuovo pavimento; nel 1990 la chiesa fu restaurata e, l'anno successivo, adeguata alle norme postconciliari con l'aggiunta dell'ambone e dell'altare rivolto verso l'assemblea.

## Descrizione

### Esterno
La facciata a capanna della chiesa, rivolta a occidente, è suddivisa da una cornice marcapiano in due registri, entrambi scanditi da quattro lesene; quello inferiore presenta centralmente il portale d'ingresso timpanato, mentre quello superiore è caratterizzato da una finestra e coronato dal frontone di forma triangolare.
Annesso alla parrocchiale è il campanile a base quadrata, la cui cella presenta su ogni lato una monofora ed è coperta dal tetto a quattro falde.

### Interno
L'interno dell'edificio si compone di un'unica navata, sulla quale si affacciano le cappelle laterali introdotte da archi a tutto sesto e le cui pareti sono scandite da paraste sorreggenti la trabeazione modanata e aggettante sopra la quale si imposta la volta a botte; al termine dell'aula si sviluppa il presbiterio, rialzato di alcuni gradini e chiuso dall'abside semicircolare.